# Municipio de Wellington (Dakota del Norte)
El municipio de Wellington (en inglés: Wellington Township) es un municipio ubicado en el condado de Bottineau en el estado estadounidense de Dakota del Norte. En el año 2010 tenía una población de 30 habitantes y una densidad poblacional de 0,32 personas por km².

## Geografía
El municipio de Wellington se encuentra ubicado en las coordenadas 48°34′53″N 100°12′1″O / 48.58139, -100.20028. Según la Oficina del Censo de los Estados Unidos, el municipio tiene una superficie total de 93.42 km², de la cual 93,22 km² corresponden a tierra firme y (0,22 %) 0,21 km² es agua.

## Demografía
Según el censo de 2010, había 30 personas residiendo en el municipio de Wellington. La densidad de población era de 0,32 hab./km². De los 30 habitantes, el municipio de Wellington estaba compuesto por el 100 % blancos. Del total de la población el 0 % eran hispanos o latinos de cualquier raza.